# バイオレンスジャック
『バイオレンスジャック』は、永井豪とダイナミックプロによる漫画。OVA化もされている。

## 概要
『週刊少年マガジン』誌上で1973年7月22日号から1974年9月29日号まで、『月刊少年マガジン』誌上で1977年1月号から1978年12月号まで、『週刊漫画ゴラク』誌上で1983年8月5日号から1990年3月23日号まで掲載された。1993年11月にはハードカバーの『バイオレンスジャック 魔王降臨編』が書き下ろしで日本文芸社より発売された。
大きく分けると少年マガジン版と漫画ゴラク版から構成されており、講談社コミックスからは少年マガジン版が全7巻、日本文芸社からはゴラクコミックスで漫画ゴラク版全31巻および「魔王降臨編」が、それぞれ別に単行本としてまとめられた。1996年より『完全版 バイオレンスジャック』として中央公論社から発売されたワイド版・全10巻および、その文庫化・全18巻では、両版が1つの物語として統合・再構成されている。
ゴラク版で物語は完結していたが、2001年に『別冊ヤングジャンプ』で101ページの読み切り『戦国魔人伝』、2006年には『週刊コミックバンチ』で新シリーズ『新バイオレンスジャック』の不定期連載が行われた。これらの作品群は本編とは設定が異なるが、本編のパラレルワールドとして、ストーリーを補完する内容になっている。
劇中で関東地獄地震と呼ばれる巨大地震によって壊滅し、本州から分断されたことで無法地帯となった関東を、暴力によって支配しようとするスラムキングと、それを阻む謎の大男バイオレンスジャックを中心とする死闘、そして絶望的な状況下でたくましく生きる民衆を描いている。『デビルマン』で世界を破滅させて連載を終えた永井豪は、本作では破壊された世界で再起する民衆のエネルギーを描きたかったのだという。夢枕獏は、1973年に描かれた本作の世界観について、映画『マッドマックス』よりも早く、先駈けと評価している。
舞台や物語の設定は、永井が白土三平の『忍者武芸帳』に憧れ、戦国時代を舞台にした時代劇を描きたかったが、当時の少年誌では時代劇の企画は難しく、また既存の時代ではその顛末や最終的な勝者が読者に知られているため、関東地獄地震による荒廃した世界を設定して戦国時代に似た無法地帯を作り出したのだという。災害や災厄により文明基盤が荒廃して破壊し尽くされ、暴力と死が蔓延する混沌に陥った社会を視覚化したポストアポカリプス作品である。
永井作品のキャラクターが競演することでも知られている。マガジン版では同じく講談社の作品である『ガクエン退屈男』『グレートマジンガー』『魔王ダンテ』のキャラクターが活躍する程度だったが、ゴラク版では出版社も跨いで、各エピソードごとに『マジンガーZ』『ハレンチ学園』『キューティーハニー』『凄ノ王』『ドロロンえん魔くん』など、数々の永井作品からキャラクターが役どころを変えて登場する。特に『デビルマン』との関連性は強く、終盤では本作が同作の続編であることが明らかになった。後年、永井が過去作品の舞台裏を虚実ないまぜに描いた『激マン!』の「デビルマンの章」は、『デビルマン』が『バイオレンスジャック』へ続くことを暗示する内容で終了している。
スピンオフ作品として『月刊ヤングマガジン』2021年3月号から2022年12月号まで、衣谷遊によるマガジン版のリメイク作品『バイオレンスジャック20XX』が連載された。逞馬竜が地震前に13歳と中学1-2年という設定になっており、地獄地震を生き延び、10代半ばから後半となって黒部や天馬、海堂、アイアンマッスル、響真吾と虎のボンバといった仲間たちと、共に暴虐を行うヤクザやドラゴンたちに反旗を翻し、戦う内容。

## 全話タイトル
タイトル後のカッコ内は、引用された永井豪作品・客演キャラクターだが、必ずしもストーリーのベースとはなっていない。完全版および文庫版では統合される際に掲載順が変更されている。

### 前期
『週刊少年マガジン』・『月刊少年マガジン』連載分
- 東京滅亡編
- 関東スラム街編（オモライくん、黒の獅士）
- 関東鬼相撲編
- 地獄の風編（グレートマジンガー、魔王ダンテ）
- 激闘! 門土編（ガクエン退屈男）
- 黄金都市編（ガクエン退屈男）
- 疾風ドラゴン編（グレートマジンガー）

### 中期 - 後期・完結
『週刊漫画ゴラク』連載分
- 第一部 スラムキング編 ドラゴンの砦（凄ノ王）
- 第二部 スラムキング編 黒の森
- 第三部 関東地獄街編（ゴッドマジンガー、心霊探偵オカルト団）
- 第四部 死神警察編（魔王ダンテ、ガクエン退屈男、ハレンチ学園）
- 第五部 ハイパーグラップル編（アイアンマッスル、凄ノ王）
- 第六部 学園番外地編（学園番外地）
- 第七部 野獣王国編（キングボンバ、ゴッドマジンガー）
- 第八部 鉄の城編（マジンガーZ）
- 第九部 奴隷農場編（あばしり一家）
- 第十部 ハニー編（キューティーハニー）
  - プロローグ：天使の集合
  - その1：乾きの街
  - その2：ゴーストタウン
  - その3：マッドタウン
  - その4：魔王城
- 第十一部 天馬編（おいら女蛮）
- 第十二部 骨法編（骨法伝説夢必殺拳）
- 第十三部 ズバ蛮（ズバ蛮）
- 第十四部 身堂編（ガクエン退屈男）
- 第十五部 アイアンカイザー編（手天童子、邪神戦記=手天童子の邪神戦記参照）
- 第十六部 陽炎編
- 第十七部 九龍編（ズバ蛮、デビルマン）
- 第十八部 超高層の悪魔編（ガクエン退屈男）
- 第十九部 ジャンヌ編（ズバ蛮、鉄の処女JUN）
- 第二十部 炎の魔人編（ドロロンえん魔くん）
- 第二十一部 逆襲ハニー編（キューティーハニー、けっこう仮面）
- 第二十二部 魔王編（デビルマン）

### 特別編
- 魔王降臨編（魔王ダンテ、ハレンチ学園）※永井豪画業25周年記念の書き下ろし単行本、ニチブンコミックスより全1巻 のちに中央公論新社・完全版および文庫版に収録。
- 戦国魔人伝（戦群、機神、オモライくん）※『別冊ヤングジャンプ』2001年vol.14掲載）「幻選短編集 豪画沙 GOGASHA」下巻に収録。

### 完全版
- 序
- 東京滅亡編
- 関東スラム街編
- 地獄の風編
- 激闘! 門土編
- ドラゴンの砦編（スラムキング編 ドラゴンの砦）
- 黄金都市編
- 関東地獄街編
- 疾風ドラゴン編
- 関東鬼相撲編
- 死神警察編
- 野獣王国編
- ハイパーグラップル編
- 鉄の城編
- 黒の森編（スラムキング編 黒の森）
- 魔王降臨編
- 学園番外地編
- 奴隷農場編
- アイアンカイザー編
- 陽炎編
- ハニー編
- 天馬編
- ズバ蛮編
- 骨法編
- 九龍編
- 身堂編
- 超高層の悪魔編
- ジャンヌ編
- 炎の魔人編
- 逆襲ハニー編
- 魔王編

### 新バイオレンスジャック編
- （サラーキア、デビルマン）- メディアファクトリーより単行本が上下巻で発刊。

## 登場人物

### 主な登場人物
バイオレンスジャック
荒廃した関東に、突如現れた巨人。身長は場面によって異なるが220～250cmと言われる事が多い。ゴリラのような筋肉とオオカミの牙、そして鉈のように巨大なジャックナイフを持つ。袖のないボロボロのコートを羽織り、同じくボロボロのズボンと革靴を履いている。
関東を逞しく生き抜こうとする人々に味方する一方、傍若無人な振る舞いをする者には容赦をしない正義の味方。更に「バイオレンスジャック」を自称する女・子供・青年などもいて、その謎は多い。「現れるところバイオレンスの嵐が吹き荒れる」と噂され、一般的には疫病神的なイメージが浸透している。だが、自身を「相手を写す鏡」と称することもあり、いくつかのエピソードでは理知的な面も見せた。
その正体は、デビルマン不動明。デビルマンがバイオレンスジャックとなり、関東に生きる人々を、時に守るため戦い、時に導いていた。女・少年（時に青年）の分身を持つ。また光輝く鳥に化身することもある。
バイオレンスジャック・女
ざんばら髪の女性でマントの下はパンツ1枚（ごく初期にはパンタロン状のものを履いていた）。ジャックナイフ以外にはマントを変形させた鞭（この鞭の柄からもナイフが飛びだす）を操る。自身を復活させたサタンの愛に涙したり、時には本体である巨漢のジャックの安否より天馬の側にいることを優先したりと「女」である面を見せる。
初登場は激闘! 門土編。黄金都市編では門土や羅刹組、さらにスラムキングとの戦いでボロボロになったジャックに成り代わるかのように語っていたほか、死神警察編などにもピンで登場していた。
バイオレンスジャック・少年 / 青年
ざんばら髪の少年。マントの下はパンツ1枚。ジャックナイフ以外には「人間には引けない」という強弓を使ったことがある。少年らしく女性の裸には初心な様子を見せたり、サタンが復活した際には戦うのは避けて逃げようとした。
初登場は激闘! 門土編。門土たちを追跡していったが、その後、再登場したのは学園番外地編で、番長介の学校に現れた際に長介から「風の又」と名付けられ、しばし生活を共にする。キングの依頼でジャックの捜索をしていた賞金稼ぎが学校を占拠した際にはジャックの名を名乗ってを賞金稼ぎ3人を倒して姿を消した。
身堂編では、青年の姿（背丈は常人並み）で同一人物でありながら争う竜馬と虎乃助の前に現れ、1人に戻って記憶を取り戻しかけたことによる天変地異を抑えようとしていた。
スラムキング / 銅磨高虎（どうま たかとら）
関東地獄地震によって壊滅した関東を、恐怖と暴力により支配する男。身長200cm・鎧を含む体重300kg以上。関東の魔王と呼ばれている。生まれつき異常なほどの筋力を持ち、常に力を外へ逃がさないと自身の骨を締め付けてしまう体質のため、特別に重く作ってある鋼鉄の鎧兜を常にまとっている。大太刀「斬馬刀」を武器として愛用している。孤島となった房総に居城である要塞「魔王城」を建て、恐怖の象徴ともいえる騎馬武者軍団ドラゴンを配下に従える。
信州の名門・銅磨家の当主で、生まれる際には母親の腹を引き裂いて現れた。祖父の一片の仏心によって生かされるも、10代の半ばまで蔵の中に閉じ込められていた。実は世界経済を影で牛耳るほどの経済力を持ち、関東は単なる「遊び場」に過ぎないとの事。
しかし物語終盤で、『デビルマン』に登場する悪魔王（大魔王）ゼノンとサタンの人格の一部の融合体であったことが判明する。
スラムクイーン / 日野火美子（ひの ひみこ）
スラムキングを守る12名で構成される美女暗殺軍団。12人とも同じ宝塚風の衣装・髪型で、更にスラムキングの愛人でもある。ただし物語当初は12名いたが、途中から日野火美子1人になった。超能力者であり、強力な予知とテレパシー、自身を浮かべる程度の念動力とそれを利用した武器「なめし針」を使う。
「骨法編」では過去が描かれ、地獄地震後に知り合った武道家・夢彦と共に村「新邪馬台国」を作るが、スラムキングに目を付けられてドラゴンに攻め落とされる。その能力がキングの力となる事を危険視したジャックに殺されそうになるが「生きる意思」を示した事で見逃された。
他のスラムクイーンの一人・紅紗羅（べにしゃら）はドラゴン紅竜隊を組織していたが、部隊ごと魔王ダンテの不完全体に洗脳及び性奴隷にされ、その事を知ったスラムキング自らがダンテ討伐に赴くものの、その救出前にバイオレンスジャックに止めを刺され掛けていたダンテを庇って襲い掛かり、部隊は全滅し本人も死亡した。『新バイオレンスジャック』にも登場。
『骨法伝説夢必殺拳』のキャラクター、火神子がベースとなっている。
斬馬刀持ちの男
スラムキングの側近で、斬馬刀を常に携えている。初期の頃から登場しているが、名前が明かされた事は無い。スラムキングをバイオレンスジャックとの最終決戦の場へと導いた後、キングが構える斬車刀から鞘を抜き、それを抱いたまま何処かへ走り去った。
ズバ蛮（ズバばん） / 銅磨蛮（どうま ばん）
スラムキングの実子で強靭な体と精神力を受け継いでいる。父同様に、残虐な心を持つ。密かに父を抹殺し、跡目を狙おうと企み、敵（逞馬軍）の襲撃に見せかけての物資の着服や回収した死体・重症者の臓器売買で資産を増やしている（臓器を抜いた後の死体もソーセージの原料にされる）。ただし、その残虐性は幼少期に母親が父・キングにいたぶられた末に焼き殺されたトラウマにも起因している。実姉であるジャンヌには人並みの家族愛を持っており、彼女の幸せを願っている。父が使う斬馬刀と全く同じ形の大太刀「戦国刀」を武器として愛用している。関東の外から物資を運び込む「外界空港」を守る「ズバ蛮砦」を構えており、配下としてドラゴン百鬼隊、ドラゴン九龍隊を従えている。
日仏の混血。回想によると地獄地震が起こる12年前には小学校前の幼児であり、地獄地震が起きた時点で高校生くらいだった計算になる。初登場したのは地獄地震から7-8年なので年齢は20代前半。超能力者であり、物品引き寄せ（アポーツ）なども使う。
後に『デビルマン』に登場する悪魔王（大魔王）ゼノンの顔の1つであったことが判明する。
本来は『ズバ蛮』のキャラクター。
飛鳥了（あすか りょう）
元スラムキングの店で働いていたボーイ。美樹と脱走したが捕らえられ、見せしめのため人犬にされる。
その正体は、まさしくデビルマンの飛鳥了、すなわちサタン。一度は滅ぼした人類が再び存在するにふさわしいかを悩み、自らを封印しながら確かめていた。結果、サタンとして復活するもジャック（不動明＝デビルマン）との対決・もしくは和解により、人類は生き延びた。しかし、その後人類の記憶からジャックという存在が消えてゆき、飛鳥了という名も記録には残っていない。
関東の人々は彼の葛藤によって生み出されたものも多いが、魔王降臨編や炎の魔人編などでは封じられていた悪想念が妖怪となったり、それに憑りつかれて魔物と化す者がいた。
牧村美樹（まきむら みき）
元スラムキングの店で働いていたウェイトレス。スラムクイーンの一人にされそうになったため、了と脱走したが捕らえられ、見せしめのため人犬にされる。
逆襲ハニー編最終盤において、飛来した斬馬刀の破片に貫かれ息絶えるが、その亡骸は雌犬へと変化した。
『新バイオレンスジャック』にも登場。人面犬のような姿だったが、スカルキャッスルに囚われていた鉄仮面を付けた身体と顔が入れ替わり、ケルベロスに跨がった姿で城ごと姿を消す。
本来は『デビルマン』のキャラクター。
逞馬竜（たくま りゅう）
関東地獄地震により、孤児となった少年。姉が三人、妹が一人と言う女系家族の長男で聡明だが気の弱い性格の甘えん坊な少年であった。地震後に再会した姉の一人・ユリが丹沢で起きた火山噴火から自分をかばって死亡してからは「力」ではなく、知恵と意思をもって徐々に孤児たちのリーダーとなっていく。弱い者には生きる権利すら認められない関東に「法」をよみがえらす事を理想に学問と実践を繰り返し、武力に関しても鍛錬を欠かさない。そんな彼を慕う孤児たちを中心に組織され、大人たちも参加した逞馬軍（通称・荒鷲軍団）を指揮した。
最終回では年月が経ち、復興した『メガロポリス・カントウ』の行政長官として善政を布く一方、平和ゆえに人々の心から薄れつつあるジャックの事を歴史書に残すべく記録の収集や聞き取り調査を続けているが、証言者ごとに全く異なるジャック像が語られることに当惑してもいる。
ジャックの正体や、「デビルマン」終盤に端を発する人類の滅亡と再生の真相に気付くことはなかったが、自身との関わりから「あえてバイオレンスの嵐を巻き起こして民衆を刺激し、復興への活力を生み出すよう導いていった『荒ぶる神』の化身ではなかったか」と推測している。
天馬三郎（てんま さぶろう）
関東地獄地震で生き残った少年。生き残った両親が雑貨屋を営んでおり、学校にも通っていた。地獄の風編ではダンテたち地獄の風に対して過ぎ去ることを待つしかできない大人たちに失望してジャックやジュンと共に戦った。その際に目撃したジャックの戦いぶりと「関東はお前の様な男を必要としている」という言葉に影響を受けて成長し、スラムキングに対し反旗を揚げる。ゲリラ・天馬軍を指揮し、当初は自身をジャックになぞらえた荒々しい戦い方だったが、恩師でもある女性「立花恵子」の死以降は落ち着いた人格となり、房総の南側を支配する大将となる。
終盤において逞馬軍と共闘。スラムキング軍が瓦解したのち逞馬と覇を競うとみられていたが、志を共にする両者の間に争いは起こらず、関東には真の平和がもたらされた。逞馬と天馬が覇を競う事になるというのは、作中の当初においての予告であったが、結果的にそれを撤回した事になる。
海堂猛志（かいどう たけし）
逞馬竜と同じく関東地獄地震により、孤児となった少年。関東鬼相撲編では、同じ境遇の孤児達と共に鬼川部屋の元力士達の食料集めをさせられていたが、負傷した仲間の孤児が部屋の力士に殺されたのを機に反旗を翻す。自身の命と引き換えにジャックを雇い、その代償として「心正しく生きよ」と告げられる。言われた直後こそ「それだけかよ」と評したが、無法の地である関東でそれを貫くには並々ならぬ「力と意志」が必要となることに気付いた猛志は涙を流しながらもジャックの命令を守ると決意した。
後に成長し、逞馬軍に加わる。逞馬軍有数の猛将となり、彼が動いたと聞けばキングやズバ蛮も警戒を強めた。
黒部（くろべ）
初期逞馬軍の一人。下の名前は不明。右顔面に大きな縫合跡がある。元々は別の孤児グループのリーダー。外道会に狙われたことに絶望し、殺される前にことを構えた逞馬グループをリンチに掛けようとしたが、逞馬の説得により翻意する。後に逞馬の片腕とも呼ばれるようになって黒鷲砦を任されている。ズバ蛮にアリバイ作りのために襲撃されたりもした。
ゴロ / 野田五郎（のだ ごろう）
初期逞馬軍の一人。地獄地震以前は逞馬と小学校の同級生で、田島という番長の下で逞馬をいじめていた。地震後は、逞しくなった逞馬と立場が逆転。いざとなると気の弱いところを見せるようになった。逞馬と行動する中で成長し、砦を任されるようになる。少年時代の臆病さは味方に慎重な判断を促す行動になっている。海上輸送で裏をかいたドラゴンの攻撃から味方を守るために足止め役となって奮戦、最後には自爆して戦死する。フルネームはズバ蛮編で明かされた。
ブンタ / 高山文太（たかやま ぶんた）
関東地獄地震時には5歳程度の幼児で、家族を亡くすも生き延びていたところを逞馬竜に拾われて厳しく育てられる。成長し10歳を越えると自分の保護者としてふるまう逞馬に反発するようになる。一時はドラゴンから送り込まれたスパイ・陽炎によって命を狙うが、逞馬にとって自分は「宝」なのだと知り、逞馬を殺そうとした陽炎を射殺。以後、若干ではあるが態度が軟化した。本名はズバ蛮編で明かされたが、完全版および文庫版では陽炎編が先になっており、順番が入れ替わっている。
早乙女門土（さおとめ もんど）
元学生ゲリラ「神の牙」メンバー。死刑囚だが身堂竜馬と脱獄し無法地帯の関東を目指した。ジャックに出会い「（地獄地震を体験していない）お前たちには関東で生きる資格はない」と告げられ異常な体験をするが反骨の牙を折らなかった。常に楽天的で身堂とは場所を問わずじゃれ合う仲。常人離れした身体能力、反射神経の持ち主だが、満たされない暴力的内圧は人格を支配しており週刊少年マガジン連載分のクライマックスとなる「黄金都市編」では利己的で残虐さを発揮し他者の犠牲を厭わない怪物となったことでジャックの敵に回り、体格のハンデから五分の勝負になるようバズーカ砲を用いた決闘を提案し、壮絶な闘いの末に死亡する。しかし月刊少年マガジンで連載再開された際には黄金都市編の冒頭だけが「激闘!門土編」と題して再録された。再録の際に永井は、黄金都市編の門土の死は作者の手を離れてキャラクターが暴走した結果“元のストーリー構成をめちゃくちゃにこわしてしまった”ため、“読者が、かつての門土をわすれてくれる時間をまっていたのです”とコメントしており、この時点では黄金都市編を「なかったこと」にして別雑誌で仕切り直しを図ったと説明している。
その後、週刊漫画ゴラクに移って再び仕切りなおされた連載でも門土は身堂と共に登場していたが、「ハイパーグラップル編」などで本物の門土は黄金都市編で死んでいることなどが暗示されており、「超高層の悪魔編」において身堂の超能力で複製創造された「理想の早乙女門土」であったことが亡霊となっていた本物の門土から突きつけられる。「本物」の魂に肉体を乗っ取られるが、覚醒した身堂竜馬により消滅させられた。
数多くのエピソードに登場、狂言回し的な役目を果たしていたことから、その退場は物語の終焉を予感させた。
本来は『ガクエン退屈男』のキャラクター。
身堂竜馬（みどう たつま）
元学生ゲリラ「神の牙」メンバー。門土と行動を共にする。女性のような美しい顔立ちがコンプレックスとなっていたが、その容姿を女装して利用することもあった。後に門土に迫るような言動を見せるようになる。明るいお調子者といった性格で門土を振り回すが、その実、凄ノ王に匹敵する超能力者であり、黄金都市で起きた「門土の死」を否定して記憶を閉じ、自らの理想の門土を超能力で作り出していた。「本物の門土」（上記）との対決により、記憶と能力の封印が解け、別の場所にいた虎乃助と合体する。ジャックと戦い敗れ、門土との終わらぬ旅を夢見つつ絶命した。
本来は『ガクエン退屈男』のキャラクター。
如月ハニー（きさらぎハニー）
飛鳥了の妹。生き別れた兄を探し、ニューヨークよりやって来た。逞馬軍に武器と傭兵部隊を提供し、自分たちは魔王城に潜入するが、内部に仕掛けられたトラップで全滅する。人類の善性に対する希望として創造された存在であり、ハニーが兄・飛鳥了を無事救出できればサタンは覚醒しないはずだった。
本来は『キューティーハニー』のキャラクターで、他のハニーは変身形態を人物化している。
ハリケーン
ハニーに協力する6人の一員。陸軍レンジャー部隊所属。最後まで生き延びたが、トラップに掛かって死んだハニーを抱いて姿を消し生死不明。
キューティー
ハニーの一員。全員の中で最年少で、フェンシング選手で凄腕の剣使い。美樹を使ったトラップに掛かって死亡。
フラッシュ
ハニーの一員。カメラマン。一度目の関東入りでミスティと取り残され、「身堂編」ではモデルを依頼した身堂虎乃助に拉致され、竜馬との対決以降も行動を共にした。美樹を使ったトラップに掛かって死亡。
ミスティ
ハニーの一員。ミステリーマニアな黒人の警察官。一度目の関東入りでフラッシュと取り残される。身堂虎乃助に攫われたフラッシュを追うが、「超高層の悪魔編」で部屋に乗り込んだところで虎乃助は覚醒した竜馬に呼ばれて消えた。その後はフラッシュと共にストリップ小屋で働いていたが、再び関東入りした仲間たちと合流する。美樹を使ったトラップに掛かって死亡。
ファンシー
ハニーの一員。モデル志望だったがボディビルダーになってしまった。魔王城の制御室を押さえるが、自爆装置に巻き込まれて死亡。
アイドル
ハニーの一員。アイドル志望だったがスチュワーデスになってしまった。7人の中では男好きで誑かすのが得意。魔王城の制御室を押さえるが、自爆装置に巻き込まれて死亡。
身堂虎乃助（みどう とらのすけ）
「身堂編」に登場。身堂竜馬の双子の兄を自称する。竜馬同様美しい容貌をもっているが、顔の半分は作り物。実は竜馬とは同一人物であり、「理想の自分」から弾き出された存在。それゆえ本能的に竜馬を憎むが、友である門土を愛するが故に自身を「虎乃助と言う別人」と定義していた。「超高層の悪魔編」にて門土を失った竜馬に取り込まれ、「本物の身堂竜馬」としてジャックと対決した。関東に残されていたハニーの1人フラッシュと共にいたが、その心は救われなかった。
本来は『ガクエン退屈男』のキャラクター。
結木夢彦（ゆうき ゆめひこ）
「骨法編」に登場。スラムクイーンの昔の恋人。骨法の使い手で、新邪馬台国を守るが、心の底では自身の「力」ある骨法を存分に振るう事も望んでいた。ドラゴンの襲撃を受ける前夜、火美子から共に逃げる事をすすめられるがこれを拒否し、キングとの対決に臨んだ。骨法の奥義である「徹し」でキングに挑むが完全には発揮できず崖から転落して行方不明となる。
「逆襲ハニー編」では魔王城の決戦において火美子の手引きで城内に現れる。武道家ではなく決闘者として「気」を纏った手斧でキングの鎧を破壊する戦法を編み出して挑むが、激闘の末に敗れる。
『骨法伝説夢必殺拳』のキャラクター、夢火古がベースとなっている。

### 単発エピソードの登場人物
登場したエピソード以外には、ほぼ関わらないキャラクターたち。
オモライくん、コジじい、おこもちゃん
「関東スラム街編」に登場。地震前からホームレスで、地震後も変わらずお貰いを求めるコジキをしている。地震後は生きていくのに精いっぱいな人間ばかりになってお貰いが減っているが、基本的な生活環境は変わっていないためか、マイペースに暮らしている。
『オモライくん』のキャラクター。
アイラ武藤（アイラ むとう）
「関東地獄街編」「野獣王編」に登場。新進のファッションデザイナー。地獄地震で出入り口が崩落した八重洲地下街「関東地獄街」に閉じ込められる。崩落直後に起きた暴動によって襲われた女性たちを纏めたC地区のリーダーとなる。地下街に現れたバイオレンスジャックとマッドザウルスとの戦いを経て地上にでる。野獣王編にて盆地化と温泉によってジャングルと化した地域に「ムーの村」を作り、迷い込んできた少年・響真吾を受け入れた。
本編には直接関わらない。超能力や武力は持たないが、類まれなるカリスマを持つ。幾度暴力に曝されても、平和を尊び非暴力を唱える芯の強い女性。ある意味スラムクイーンとなった日野火美子の鏡像ともいえるキャラクター。『新バイオレンスジャック』にも登場。
『ゴッドマジンガー』のキャラクター、アイラ・ムーがベースとなっている。
朱紗真悟（すさ しんご）
「ドラゴンの砦編（こちらは名前のみ）」「ハイパーグラップル編」に登場。通称、「凄ノ王」。関東地獄地震当時建設中だった海上都市アクアポリスは地震後放置されていたが、朱紗真悟の手によって「未来市（フューチャー・シティ）」として完成され、「ハイパーグラップル」などが開催される一大都市となった。
無から有を創り出すことができる「錬金術」を操る超能力者であり、未来市そのものが凄ノ王の超能力によって産み出されたものだったが、その力の源は魔界に通じていたため、バイオレンスジャックによって己の中に開いていた門を封じられる。ドラゴンの砦編やハイパーグラップル編では、娘だという少女・真弓が登場しているが、真悟自身は地獄地震当時に高校生と20歳前であり、錬金術で作り出した家族だった。自身の慰めとして作り出した存在ではあったが、明らかな愛情を持って生み出したため、ジャックによって未来都市を消し去られても消滅しなかった。
初期のエピソードでは超能力者を率いる一大勢力の領袖で、スラムキングも簡単には手を出せないという設定だった。
『凄ノ王』のキャラクター。
ダンテ / 大柴壮次（おおしば そうじ）
「地獄の風編」に登場。暴走族（実はヤクザ）のリーダー。ヘルメットの下も顔半分を包帯で覆っている。地震後の関東で好き勝手に暴れていたが、バイオレンスジャックに滅ぼされた。後に「死神警察編」において死神こと大柴壮介の実弟であったことと本名が明らかとなる。
『魔王ダンテ』のキャラクター・ダンテをモチーフ（ヘルメットのペイント）にしている。
炎ジュン
「地獄の風編」「疾風ドラゴン編」に登場。バイクに乗り地獄の風を追う女性。地獄地震以前に恋人の鉄也とのドライブ中、地獄の風に絡まれた結果起きた事故で鉄也が死亡。地獄の風に復讐するためにジャックや天馬と共に戦った。「疾風ドラゴン編」でドラゴン二天疾風隊に追い詰められるジャックを救出しようとして銃撃を受けるが、最終的に傷を癒された上で関東の外に送られた。
本来は『グレートマジンガー』のキャラクター。
村野誠（むらの まこと）、咲子（さきこ）
「ドラゴンの砦編」に登場したキャラクター。関東から抜け出す資金を稼ぐために風俗店（売春と観覧料の徴収）をしているカップル。
ある日、バイオレンスジャックとジャックに助けられた少女・朱紗真弓に出会うが、凄ノ王一族である真弓を対抗勢力であるスラムキングに売れば一気に脱出資金を稼ぐことが出来るという欲を出してしまう。だが、スラムキングは真弓を殺すと言い、そこまでひどいことになると思っていなかった2人は、真弓を庇って逆らったことからキングの手で人犬にされかかるが、超能力に目覚めた真弓によって敵味方関係なく皆殺しになる。
しかし、それはジャックによって咲子が見せられた予知による幻視だった。真弓をジャックに託し、社会復帰のために残りの資金は真っ当な仕事で稼ぐことを決めた2人は晴れやかな顔をして再出発した。
殺し屋三兄弟
「ドラゴンの砦編」「学園番外地編」に登場した三人組。実の兄弟かは不明だが、3人でチームを組んで殺人の請負や賞金首を狩ることで稼いでいるが、殺人は儲けが少ない（後述）。
「ドラゴンの砦編」では、一度ジャックを襲うが、撃退されて撤退する。その後、ドラゴンの砦での一件で死亡するが、ジャックの予知を伝えられた咲子によって砦の一件が回避されたため、死ななかった。
「学園番外地編」にて、スラムキングの命を受けてバイオレンスジャックの捜索を行い、ドラゴンの一隊を率いて番長介の学校を占拠する。ジャックの情報を得たことで退去しようとするが、学校に加わっていた少年のジャックと戦い死亡した。
錦織つばさ、クロス
「黄金都市編」に登場。黄金都市に居を構えるヤクザ「関東羅刹組」の女組長とその腹心。黄金を東京復興のために使うと公言し、流れてきた門土たちを受け入れる。だが、関東で成り上がる野心に囚われた門土にクロスが殺されたことで復讐心と欲望に塗れていき、ジャックとの決闘用バズーカ砲に細工し門土が死ぬように仕向けた後、ジャックから黄金の在り処の地図（背中に描かれている）を手に入れようと襲うも返り討ちに遭う。その後「超高層の悪魔編」で亡霊として身堂の前に現れる。
『ガクエン退屈男』のキャラクター。
死神 / 大柴壮介（しにがみ / おおしば そうすけ）
「死神警察編」に登場。元警察官だが、ヤクザ紛いのならず者。地震後は警察を名乗りながら恐怖を与える支配者として君臨していた。地獄の風編に登場したダンテ（大柴壮次）の実兄。すでに命を持たない死者だったが弟を殺したジャックに復讐するために存在を続けていた。
『魔王ダンテ』のキャラクター。
響真吾（ひびき しんご）
「野獣王編」に登場。線が細く、女の子と見まがう美少年。地震後の関東を彷徨っていたが、盆地化した熱帯植物園のジャングルに辿り着き、そこ出てあった虎と和解するなど動物と心を交わすことが出来る。ジャングル内の「ムーの村」に受け入れられるが、野獣王の襲撃を受けた際に守り神の像「キングボンバ」と合体してバイオレンスジャックに化身して戦う。
『キングボンバ』のキャラクターをモチーフとしている。
鋼光一（はがね こういち）
「ハイパーグラップル編」に登場したグラップラー。未来都市で開催されたハイパーグラップルに出場するが、光一はかつて父親をグラップラーとして再起不能にした対戦相手だったオーディンへの怒りと憎しみで異界のエネルギーを引き出し超人化していた。バイオレンスジャックと凄ノ王の未来都市を巡る戦いとは別に因縁の相手との戦いにケリを着け、地獄地震の衝撃で意識を取り戻していた父親と再会する。
本来は『アイアンマッスル』のキャラクター。
ジム・マジンガ、兜甲児（かぶと こうじ）
「鉄の城編」に登場した空手家と、共に戦う少年。ジムは甲児の祖父・十蔵が創始した「機械道空手」の使い手であり、最高位の称号「Z」を持つが、後継を狙う男・独田獄（後に改名して地獄斎）の手の者に闇討ちされた際に失明してしまい、相手の正確な動きを知るために甲児を肩車した状態で戦う。関東において機械道空手の道場「鉄の城」を開くが独田の刺客にである阿修羅率いる機械獣（機械道空手の高段者）に襲撃される。甲児と共に撃退するも別口で雇われた殺し屋・首無しの銃撃で亡くなる。
甲児は機械道空手の創始者の孫だが、まだ少年の身故に戦闘力は低い。その代わりにジムの肩に跨り、戦う相手の位置と動きを知らせる。阿修羅たちとの戦いに助太刀したアフロディナ、ダイアナの2人から行方不明となっていた父・剣蔵の存命を知らされ、弟子に取った孤児たちと共に関東を去る。
本来は『マジンガーZ』のキャラクター。ロボットであるマジンガーや機械獣を空手家という形に落とし込んだ設定は本作中でも話題に上がるエピソードの一つ。
山岸八十八（やまぎし やそはち）、吉永団鉄（よしなが だんてつ）
「魔王降臨編」に登場。セイント学園という学校の生き残りで、生き残った生徒たちと学園跡に砦を作って暮らしているが、教師の生き残りとは反目している。
山岸は生徒たちのリーダー格。クラスメイトたちと力を合わせて暮らしていたが、魔王化した団鉄に女子生徒たちを連れ去られ、対抗するために自らも魔王化するが戦いの後には人に戻る。
吉永は地震前から素行の悪い不良教師だったが、地震後は生徒たちと力関係が逆転して惨めな暮らしをしていた。だが、関東の裏にうごめく悪想念に触れて魔王化。「ダンテ教団」というカルト団体を作り暴虐の限りを尽くしていたが、同じく魔王化した山岸に敗れて死ぬ。
『ハレンチ学園』のキャラクター。
番長介、毛皮の舞、シャベルの鉄、ヨロケの松、ビンゾコの丁
「学園番外地編」に登場した教師と生徒たち。舞や松、鉄、丁は大人だが、それぞれの事情もあり、子供たちに混じって学んでいる。
『学園番外地』のキャラクター。
網走菊之助 / 菊野雪（あばしり きくのすけ / きくの ゆき）
「奴隷農場編」に登場。女性だが、普段は男装し菊之助と名乗っている。とあるヤクザの私生児で、地獄地震で生死不明となった腹違いの兄弟（吾ェ門、直次郎、吉三）を探している。その途上でクラーケン農場の奴隷狩りに遭うが、要領よく行動していた。罠にかかって捕らえられたジャックを味方に付けてのクーデターを企む。看守の1人に女とバレて凌辱されるも、逞馬軍の攻撃と呼応して実行されたクーデターで解放され、再び旅立った。
『あばしり一家』のキャラクター。
クラーケン / 大山直次郎（おおやま なおじろう）
奴隷農場を支配する仮面の男。その正体は地震のショックで記憶を失くした菊之助の異母兄。
地震が起こる前に2人の異母兄弟（兄の石川吾ェ門、弟の三田村吉三）と現れて共に暮らす準備を始めていたが、地獄地震で記憶を失いクラーケンとなっていた。クーデターに敗北した際に記憶が戻るも、それを告げる暇もなく亡くなった。
『あばしり一家』のキャラクター。
小角裕（おずみ ゆう）
「アイアンカイザー編」に登場した少年。地獄地震を生き延び海辺の村で平和に暮らしていたが、突如として現れた戦闘ロボット・アイアンカイザーの試験対象に選ばれてしまう。基本的に人間程度の歩行速度で追って来るカイザーから逃げていたが、スラムキングにぶつけることで何とかしようと考えている。終盤では自分を引き取ってくれた家族を殺したカイザーが自身で死に別れたと思っていた実母であったことに衝撃を受ける。
本来は『邪神戦記』のキャラクター・小角ゆうがモデルだが、元キャラは女子。また、アイアンカイザー自体は『手天童子』に登場したキャラクター。
ジャンヌ
「ズバ蛮編」や「ジャンヌ編」に登場。スラムキングの娘で、ズバ蛮の姉に当たる。父の怪力をズバ蛮以上に受け継いでおり、幼い頃から「力」をセーブするため、あえて重く作られた特別仕立ての重鎧を常に着用している。年齢は20代半ばから後半と考えられるが、ズバ蛮と同様に母に加えられる虐待など、幼児期の恐ろしい体験から精神の成長が止まっている。普段は人見知りする大人しい様子だが、過去のトラウマがフラッシュバックを起こせば感情の制御が出来ずに暴れ出すなど非常に不安定になっている。世話係となった波太と結ばれたことで、未来を見据えて成長する意志を見せ、新天地に旅立った。
『鉄の処女（アイアンバージン）JUN』のキャラクター、明日香じゅんがベースだが、『新デビルマン』に登場したジャンヌ・ダルク（本物）や『ズバ蛮』のキャラクター、ジャンヌ・ダルク（偽物）のイメージ加えられている。
大倉波太（おおくら なみた）
「ジャンヌ編」に登場。ドラゴン百鬼隊の少年兵。貧弱なため訓練では劣等生だが、荒くれ揃いの百鬼隊でも好意的に扱われるなど人に好かれる性格。ジャンヌに気に入られ、ズバ蛮からジャンヌの世話係を命じられる。凶暴化したジャンヌから逃げださず、身を呈してこれを止め、結ばれた。ジャンヌを連れ陣営から逃亡、ズバ蛮はこれを発見しながら見逃した。
『鉄の処女（アイアンバージン）JUN』のキャラクター、大波倉太（おおなみ くらた）がベースだが、こちらは元のイメージに近い。
炎魔
「炎の魔人編」に登場した炎を操る青年。氷を操る美女とアクアラングを付けた不気味な男を付き従えている。
スラムキングの命で関東に現れた魔物を狩り出していた。彼ら自身も魔物であり、いわば同族狩りをしている。後に執筆された魔王降臨編を除けば初めて現れた悪魔であり、この世界の真相を暗示していた。
炎魔は『ドロロンえん魔くん』のえん魔くんがベースとなっている。炎魔以外の2人と帽子は雪子姫、カパエル、シャポーじいがベースだが、作中で名前が登場しない。

### 新バイオレンスジャックの人物
大島潮（おおしま うしお）
地震後の関東で暮らす少年。子供、特に女子に不埒な真似をする大人たちを避けて自活している。
ジャックと出会い、彼と共に行動することで何かが得られるのではないかと考える。
木戸沙羅（きど サーラ）
元警察官の女性。剣の心得があり、地震後は悪人を斬ることで人々を守って来たことから「キラーサーラ」の異名を持つ。
スカルキャッスルでシレーヌに変化するが、サーラとしての人格のままだった。
スカルキング
水没した東京でサルベージと略奪を行う海賊「マーベルパイレーツ」の首魁。
甲冑を身にまとい顔全体の皮膚もないむき出しの顔を持つが、過去の記憶がないなど謎が多い。上陸後、クイーンと出会いスカルキャッスルを建設し人々を恐怖で支配する。次第に髪が生え、顔を得るが、その顔は「不動明」のものである。城ごと姿を消す。
新蜀軍
日中共同企画の映画撮影のために集められた集団が野盗化した。首領格の3人は劉備・張飛・関羽を名乗るも格闘家崩れのチンピラである。
上陸したマーベルパイレーツと合流。デーモン化する者も現れる。

### 戦国魔人伝
稲円武（いなまる たけし）
暴走族「爆走巣漢苦党（ばくそう スカンクとう）」のメンバー。走りの最中にバイオレンスジャックと遭遇。戦国時代へのタイムスリップに巻き込まれる。他のメンバーより聡明かつジャックの影響を受けて暴走したりしないが、それは自身が身体的には人並であり、武力に劣ると自覚しているから。自らが生き延びるために時空を越える者たちを追う。
斬牙（ザンガ）
戦国時代で食料や土地を得るためではなく暴れること自体が目的の様な野武士の頭領。
部下を含めて、その身体は機械で構成されており、ジャックを「追跡者」と呼ぶ。

## 世界設定

### 関東地獄地震
関東地方を襲った未曾有の大地震の通称であり、初期設定では日本国政府による呼称は「昭和大震災」。
この地震によって関東地方には巨大な地割れが生じて群馬県伊勢崎市近くまで海が迫り、東京と埼玉は春日部から相模原辺りまで生じた地割れで南北に分断、茨城県南部および千葉県北部が沈没したことで房総半島が孤島化。地続きな神奈川県でも丹沢・箱根・天城といった火山が噴火。避難途中の罹災民が壊滅する被害が出たのちに火山灰による砂漠となって他地域とは分断される。その後も関東圏で地震が治まる気配はなく、政府は遷都を決定し関東を放棄した。それによって関東、特に分断された房総を中心とした地域は国家の統治が及ばない無法地帯と化した。その後も地震による地殻変動は続き、およそ10年後には隆起によって再び房総と旧東京地域が地続きとなり、東京湾は狭まり消滅しかかっている。
生き残った者以外にもそれまでの一般社会で生きていけない異端者などが集まり、弱肉強食の社会を形成している。「ドラゴンの砦編」では外界から関東へ入るには検問などなく素通りだが、関東から出るためには1人につき100万円という金が必要となっていることが語られている。なお、犯罪による儲けは暴落しており、人殺しで10万円という例も存在するなど、人の命よりも外部から取り寄せたりきちんと加工した食料や日用品の方が遥かに高値で取引されている。そんな無法がまかりとおる一方で元教師の番長介など有志が（特に連携している訳ではない）、荒れ果てた関東では小学校程度の知識・常識が一番重要と、各地で学校を開いて活動を続けている。
スラムキングが最も強い勢力で恐れられているが、のちに逞馬・天馬といった孤児達がたくましく成長し、軍を率いてこれに対抗した。
だが、作中で成長していく子供たち以外の人物はほとんど変化することがなく「アイアンカイザー編」では村人の一人が地獄地震から何年が過ぎたのか思い出せないと独白している。
『新バイオレンスジャック』では「関東地獄地震が起きたのは21世紀初頭（201X年）」、「地球温暖化の影響もあって都心部は大洪水で水没」、「関東が群島化」という変更点があるうえ、地域によって時間の感覚が異なるなど、現実とは違う別次元の世界とも言われている。
関東スラム街
旧・荻窪の辺りに作られた街。地獄地震以前とはくらぶべくもない規模だが、商店やレストランがある。ただしほぼすべての店がスラムキング含む大小の組織によって運営されており、品物こそまともだが値段はぼったくりである。震災砦での戦いの最中に起きた地震で崩壊し、再び廃墟に戻る。旧東京側であり、後に逞馬軍の勢力範囲となった。
関東地獄街
八重洲地下街が地獄地震で出入り口が埋もれてしまった。空気や水はかろうじて確保できたが、警官や政治家をリーダーにした一般人男性のA地区、暴走族・マッドライダーを中心としたならず者のB地区（皮肉にもここは男女混成）、埋もれた直後に起きた騒動で暴行被害を受けた、ファッションモデル・一般女性がファッションデザイナー・アイラ武藤をリーダーとして集まるC地区と、3つのエリアが形成される。バイオレンスジャックが出現したことで起きた抗争を経てC地区の住民たちは地上へ脱出する。
クラーケン農場
旧・横浜市沖に隆起した土地に作られた奴隷農場。クラーケンと呼ばれる仮面の男が支配していたが、逞馬軍によって解放された。それまではドラゴンに供給されていた食料が関東庶民に向けられたことで食糧事情は大幅に改善した。
ミッドタウン / ミドルタウン
旧・川崎市辺りに作られた街。地盤が固く、地獄地震の影響も比較的軽かったため復興が早かった。逞馬軍とドラゴンの支配地の中間に位置するため、自由交易都市としての性格を持ち、そう呼ばれるようになった。
黄金都市（エルドラド）
旧・池袋。名前とは裏腹にヤクザがひしめくスラム街。地震前に持ち込まれた金塊を保管している地下金庫と防衛する自衛隊が存在した。バイオレンスジャックと協力した逞馬竜率いる孤児グループによって金塊は隠されたが、直後に起きた地震で町や隠し場所ごと海に沈んだ。
魔王城陥落後に起きた地震で再び隆起し、掘り出された黄金は関東復興の財源となった。

### ドラゴン
関東の恐怖の象徴たる、スラムキング配下の騎馬軍団。関東ではもっとも強大な勢力であり、出世や野心を持ち腕に覚えのある者（一部例外はあり）が数多く参加している。以下、主な部隊。
ドラゴン重騎馬軍団
元警官や元自衛隊員で構成した特に武装を強化された部隊で、多数の近代兵器を有する。隊長は旧軍人の鉄騎士。ジャックとの戦闘で2回全滅したが、その都度に再建されている。
ドラゴン二天疾風隊
ドラゴンの中でも、五指に入る部隊。隊長は疾風の二天。演習と称し村人を虐殺する残忍な部隊である。切り札は二天竜火炎の陣。疾風ドラゴン編でジャックと対決し部隊が壊滅する。
ドラゴン黒雲隊
騎馬武者70人と近代兵器を使う30人の100人による精鋭部隊。隊長は元自衛隊隊員の雲井九郎。
ドラゴン紅竜隊
スラムクイーンを中心とした女性兵士のみで構成された部隊。隊長は紅沙羅。軍装は極めて露出的かつ扇情的だが、残忍さでは他の部隊に引けを取らない。
ドラゴン鬼面隊
隊長は元プロ野球スター選手の夜叉。夜叉が仲間の野球選手を集めて組織した部隊。
ドラゴン魔獣隊
元力士や元プロレスラーなどで構成された怪力集団。隊長は獣人。
マッドドラゴン
元暴走族グループで構成されたバイク部隊。隊長は爆雷。
ドラゴン黒風隊
偵察・暗殺を主な任務とする忍者部隊。隊長は元自衛隊レンジャー部隊隊長の黒風。
ドラゴンテール
ドラゴンの先兵隊。隊長は赤竜。
ドラゴン黄竜隊
隊長は木戸原。
ドラゴン百鬼隊
ズバ蛮の私兵部隊。関東外部との接点・外界空港を管理しており、防衛のためにズバ蛮砦を構えている。強力なヘリ部隊を有する。
ドラゴン九龍隊
9人の超能力者で構成され、ズバ蛮に預けられている。構成員の元ネタはズバ蛮とデビルマンに由来している。シレーヌなどデーモン由来の者も出自は人間であった。

### 外道会
「げどうかい」と読む。。あまりにも弱者を喰いものにする在り様から、任侠道という建前を持つやくざからも見捨てられて関東でしか生きられなくなった外道達で組織された。その名のとおり、どんな非道な事も躊躇しない。作品内ではスラムキングにおもねり、ドラゴンが直接手出しできないような案件を任されることが多い。
通常のヤクザ組織と同様に外道会の下に大小の組織を従えている。ミドルタウンの東、スラムキングの支配域側に犯罪・非合法何でもありの街「外道街」を形成している。

### 人犬
「ひといぬ」と読む。関東スラム街編から登場。肘や膝から先を切断されて蹄鉄代わりの杭を装着され、自殺できないように舌を抜かれた人間。スラムキングのペットではあるが、愛玩用ではなく虐待用である。
代表的なのが飛鳥了と牧村美樹であり、以前はスラムキングの店で働いていたウェイターとウェイトレスとして恋人関係だったが、美樹がスラムキングからスラムクイーンの一員になるように迫られたため、2人で駆け落ちしたところを追跡してきたドラゴンに捕らえられ、キングの手で人犬化される。
物語には登場しないが、了と美樹以前にも、同様の理由で人犬にされた男女がいた。しかし、さんざん弄ばれて辱められた後、闘犬として獰猛な土佐犬の檻に入れられ、噛み殺されている。このように、最初に人犬化された2人はあっさり殺されたのに、了と美樹が長く生き恥をさらすように生かされ続けた理由は、物語の最後で明らかになる。
作劇上はただキングの非情さを強調するため、『デビルマン』で人気のあった了と美樹を使っただけと作者は語っている。物語の最終構想をまとめる際、最初にすぐ死ぬはずだった人犬・了は最も重要な役割となった。

## 書誌情報
- 週刊・月刊マガジン版

| 巻数                  | 内容           | 発行日         | 復刻版        | 復刻版        |
| 巻数                  | 内容           | 発行日         | 発行日        | ISBN          |
| --------------------- | -------------- | -------------- | ------------- | ------------- |
| 1                     | 東京滅亡編     | 1974年4月      | 1998年3月23日 | 4-06-319912-6 |
| 2                     | 関東スラム街編 | 1974年4月      | 1998年3月23日 | 4-06-319913-4 |
| 3                     | 関東スラム街編 | 1974年8月15日  | 1998年3月23日 | 4-06-319914-2 |
| 4                     | 関東鬼相撲編   | 1977年6月20日  | 1998年4月     | 4-06-319929-0 |
| 5                     | 地獄の風編     | 1977年10月30日 | 1998年4月     | 4-06-319930-4 |
| 6                     | 激闘! 門土編   | 1978年5月25日  | 1998年4月     | 4-06-319931-2 |
| 7                     | 疾風ドラゴン編 | 1978年12月15日 | 1998年4月     | 4-06-319932-0 |
| ※黄金都市編は未収録。 |                |                |               |               |

| 巻数 | 内容                                                                                           | 発行日            | ISBN              |
| ---- | ---------------------------------------------------------------------------------------------- | ----------------- | ----------------- |
| 1    | 東京滅亡編、関東スラム街編                                                                     | 1984年10月6日     | 978-4-06-101091-8 |
| 2    | 関東スラム街編                                                                                 | 1984年10月6日     | 978-4-06-101092-5 |
| 3    | 関東スラム街編、関東鬼相撲編                                                                   | 1984年11月6日     | 978-4-06-101093-2 |
| 3    | 地獄の風編                                                                                     | 1984年11月6日     | 978-4-06-101093-2 |
| 4    | 1984年12月6日                                                                                  | 978-4-06-101094-9 |                   |
| 4    | 1984年12月6日                                                                                  | 978-4-06-101094-9 | 激闘! 門土編      |
| 5    | 黄金都市編                                                                                     | 1985年1月10日     | 978-4-06-101095-6 |
| 6    | 疾風ドラゴン編                                                                                 | 1985年2月6日      | 978-4-06-101126-7 |
| 6    | 〈SF傑作短編〉魔人戦車バルドス／シャルケン画伯（レ・ファニュ原作）／超人間あらわる／吸血鬼狩り | 1985年2月6日      | 978-4-06-101126-7 |

| 巻数 | 内容                         | 発行日         | ISBN          |
| ---- | ---------------------------- | -------------- | ------------- |
| 1    | 東京滅亡編、関東スラム街編   | 1990年7月17日  | 4-06-313301-X |
| 2    | 関東スラム街編               | 1990年8月17日  | 4-06-313302-8 |
| 3    | 関東スラム街編、関東鬼相撲編 | 1990年9月17日  | 4-06-313303-6 |
| 4    | 関東鬼相撲編、地獄の風編     | 1990年10月17日 | 4-06-313304-4 |
| 5    | 地獄の風編、激闘! 門土編     | 1990年11月17日 | 4-06-313305-2 |
| 6    | 疾走ドラゴン編、黄金都市編   | 1990年12月14日 | 4-06-313306-0 |
| 7    | 黄金都市編                   | 1991年1月17日  | 4-06-313307-9 |

| 巻数 | 内容                                 | 発売日         | ISBN              |
| ---- | ------------------------------------ | -------------- | ----------------- |
| 1    | 東京滅亡編、関東スラム街編・第一部   | 2018年8月30日  | 978-4-06-512897-8 |
| 2    | 関東スラム街編・第二部、黄金都市編   | 2018年9月27日  | 978-4-06-513105-3 |
| 3    | 黄金都市編（週刊少年マガジン版・終） | 2018年10月31日 | 978-4-06-513788-8 |
| 4    | 関東鬼相撲編、地獄の風編             | 2018年11月29日 | 978-4-06-513968-4 |
| 5    | 地獄の風編、疾風ドラゴン編           | 2018年12月27日 | 978-4-06-514017-8 |

- 週刊漫画ゴラク版

| 巻数 | 内容                                   | 発行日        | ISBN          |
| ---- | -------------------------------------- | ------------- | ------------- |
| 1    | スラムキング編（ドラゴンの砦、黒の森） | 1984年5月     | 4-537-01017-7 |
| 2    | スラムキング編（黒の森）、関東地獄街編 | 1984年8月     | 4-537-01018-5 |
| 3    | 関東地獄街編                           | 1984年11月    | 4-537-01019-3 |
| 4    | 関東地獄街編、死神警察編               | 1985年1月     | 4-537-01020-7 |
| 5    | 死神警察編                             | 1985年6月     | 4-537-01056-8 |
| 6    | ハイパーグラップル編                   | 1985年7月     | 4-537-01057-6 |
| 7    | ハイパーグラップル編                   | 1985年10月    | 4-537-01058-4 |
| 8    | 学園番外地編                           | 1986年1月     | 4-537-03001-1 |
| 9    | 学園番外地編                           | 1986年3月     | 4-537-03013-5 |
| 10   | 野獣王編                               | 1986年6月     | 4-537-03031-3 |
| 11   | 鉄の城編                               | 1986年8月     | 4-537-03044-5 |
| 12   | 奴隷農場編                             | 1986年11月    | 4-537-03059-3 |
| 13   | 奴隷農場編                             | 1987年1月     | 4-537-03073-9 |
| 14   | 奴隷農場編                             | 1987年4月     | 4-537-03091-7 |
| 15   | ハニー編                               | 1987年8月     | 4-537-03115-8 |
| 16   | ハニー編                               | 1987年11月    | 4-537-03133-6 |
| 17   | 天馬編                                 | 1988年1月     | 4-537-03146-8 |
| 18   | 骨法編                                 | 1988年4月25日 | 4-537-03162-x |
| 19   | 骨法編、ズバ蛮編                       | 1988年7月     | 4-537-03178-6 |
| 20   | ズバ蛮編                               | 1988年11月    | 4-537-03200-6 |
| 21   | ズバ蛮編、身堂編                       | 1989年1月     | 4-537-03217-0 |
| 22   | 身堂編、アイアンカイザー編             | 1989年4月     | 4-537-03235-9 |
| 23   | アイアンカイザー編                     | 1989年7月     | 4-537-03544-7 |
| 24   | アイアンカイザー編、陽炎編             | 1989年11月    | 4-537-03568-4 |
| 25   | 九龍編                                 | 1990年1月     | 4-537-03584-6 |
| 26   | 超高層の悪魔編、ジャンヌ編             | 1990年4月     | 4-537-03601-x |
| 27   | ジャンヌ編                             | 1990年5月     | 4-537-03606-0 |
| 28   | 炎の魔人編、逆襲ハニー編               | 1990年6月25日 | 4-537-03611-7 |
| 29   | 逆襲ハニー編                           | 1990年7月     | 4-537-03616-8 |
| 30   | 逆襲ハニー編                           | 1990年8月25日 | 4-537-03622-2 |
| 31   | 逆襲ハニー編、魔王編                   | 1990年9月25日 | 4-537-03629-x |

- 完全版

| 巻数 | 内容                                                                             | 発行日         | ISBN          |
| ---- | -------------------------------------------------------------------------------- | -------------- | ------------- |
| 1    | 東京滅亡編、関東スラム街編、地獄の風編 （永井豪による‟まえがき‟3頁を巻頭に収録） | 1996年7月25日  | 4-12-002564-0 |
| 2    | 地獄の風編、激闘！門土編、ドラゴンの砦編、黄金都市編                             | 1996年7月25日  | 4-12-002565-9 |
| 3    | 関東地獄街編、疾風ドラゴン編、関東鬼相撲編、死神警察編                           | 1996年8月25日  | 4-12-002566-7 |
| 4    | 死神警察編、野獣王編、ハイパーグラップル編                                       | 1996年8月25日  | 4-12-002567-5 |
| 5    | 鉄の城編、黒の森編、魔王降臨編、学園番外地編                                     | 1996年9月25日  | 4-12-002568-3 |
| 6    | 学園番外地編、奴隷農場編                                                         | 1996年9月25日  | 4-12-002569-1 |
| 7    | アイアンカイザー編、陽炎編、ハニー編                                             | 1996年10月25日 | 4-12-002570-5 |
| 8    | 天馬編、ズバ蛮編、骨法編                                                         | 1996年10月25日 | 4-12-002571-3 |
| 9    | 骨法編、九龍編、身堂編、超高層の悪魔編、ジャンヌ編                               | 1996年11月25日 | 4-12-002572-1 |
| 10   | ジャンヌ編、炎の魔人編、逆襲ハニー編、魔王編 （夢枕獏による解説8頁を巻末に収録） | 1996年11月25日 | 4-12-002573-X |

| 巻数 | 内容                                       | 発行日     | ISBN              |
| ---- | ------------------------------------------ | ---------- | ----------------- |
| 1    | 序(6頁)、東京滅亡編、関東スラム街編        | 1998年4月  | 978-4-12-203129-6 |
| 2    | 関東スラム街編、地獄の風編                 | 1998年4月  | 978-4-12-203130-2 |
| 3    | 激闘！門土編、ドラゴンの砦編、黄金都市編   | 1998年5月  | 978-4-12-203153-1 |
| 4    | 黄金都市編、関東地獄街編                   | 1998年5月  | 978-4-12-203154-8 |
| 5    | 関東地獄街編、疾風ドラゴン編、関東鬼相撲編 | 1998年6月  | 978-4-12-203178-4 |
| 6    | 関東鬼相撲編、死神警察編、野獣王編         | 1998年6月  | 978-4-12-203179-1 |
| 7    | 野獣王編、ハイパーグラップル編             | 1998年7月  | 978-4-12-203203-3 |
| 8    | ハイパーグラップル編、鉄の城編、黒の森編   | 1998年7月  | 978-4-12-203204-0 |
| 9    | 黒の森編、魔王降臨編、学園番外地編         | 1998年8月  | 978-4-12-203227-9 |
| 10   | 学園番外地編、奴隷農場編                   | 1998年8月  | 978-4-12-203228-6 |
| 11   | 奴隷農場編、アイアンカイザー編             | 1998年9月  | 978-4-12-203251-4 |
| 12   | アイアンカイザー編、陽炎編、ハニー編       | 1998年9月  | 978-4-12-203252-1 |
| 13   | ハニー編、天馬編                           | 1998年10月 | 978-4-12-203274-3 |
| 14   | 天馬編、ズバ蛮編                           | 1998年10月 | 978-4-12-203275-0 |
| 15   | 骨法編、九龍編                             | 1998年11月 | 978-4-12-203298-9 |
| 16   | 九龍編、身堂編、超高層の悪魔編、ジャンヌ編 | 1998年11月 | 978-4-12-203299-6 |
| 17   | ジャンヌ編、炎の魔人編、逆襲ハニー編       | 1998年12月 | 978-4-12-203320-7 |
| 18   | 逆襲ハニー編、魔王編                       | 1998年12月 | 978-4-12-203321-4 |

## OVA

### バイオレンスジャック
1986年6月5日にポニーよりVHSとベータマックスで発売。葦プロダクション制作。価格は10,800円。彗星衝突により関東が無法地帯になるという独自設定のアニメ用オリジナルストーリー。演出は上條修、キャラクター設定は谷口守泰（ビデオパッケージに表記、本編ノンクレジット）。ポニーキャニオンのVHSジャケットには、”バイオレンスジャック番外編VOL.1「ハーレム・ボンバー」”と小さな副題表記がある。
1990年9月に過激な描写をカットして30分に短縮した再編集版が大陸書房のピラミッドビデオレーベルより発売された。なお、再編集版以降は『バイオレンスジャック ハーレム・ボンバー』と表記されている。

#### スタッフ
- 原作：永井豪（ダイナミック・プロダクション）
- 企画：吉田尚剛、永井謙次（ダイナミック企画）
- 脚本：松下幹夫
- 絵コンテ：奥田誠治
- 演出：上條修
- キャラクター設定：谷口守泰 ※ノンクレジット
- 作画監督：野中みゆき
- 色彩設定：中山久美子
- 美術監督：新井寅雄
- 録音監督：清水勝則
- 原画：榎本明広、粟井重紀、岡野幸男、大西貴子、高見明男、叶内孝行、叶内延子、井上哲、福江光恵、菅澤摩美佳、佐藤祐一、小川浩司、堀川耕一、河野悦隆
- 動画：大野香織、相多孝子、鈴木辰也、赤木洋、池田千絵、滝波文裕、室井富美江、村上晴美、金成動画、ウェイブ、ドラゴンプロ
- 仕上：スタジオGOODS、上江洲真理子、田村至子、池田勝子、羽生田たか代、新垣幸恵、下地美江、諸見里浩子、原明美、渡嘉敷安子、伊良波淳子、宜保律子、島袋みゆき、平田恵子、小渡薫、島袋美由紀、高山直美、伊敷千恵子、与那霸幸枝、松長清美、立津郁子、上間春美、友利江美子、新垣清美、栗山初美、土井千恵子、新城喜美江
- 背景：プロダクション・アイ、内山誠、山田勝宏、野々宮恒人、地蔵本拓嗣、井芹達朗、佐藤勝、岡部順
- 撮影：(株)トランス・アーツ
- 色指定・検査：小針裕子
- 色指定・検査アシスタント：一瀬美代子
- 調整：成清豊
- 効果：佐々木純一（アニメ・サウンド）
- 録音スタジオ：整音スタジオ
- 音響制作：ザックプロモーション
- タイトルデザイン：マキ・プロ、安食光弘、馬場秀雄
- 編集：正木直幸、赤堀義浩、古橋宏
- 現像：東京現像所
- 演出助手：藤本義孝
- 制作進行：岡田修一
- 制作管理：佐藤訓史
- 制作デスク：若林秀紀
- 制作プロデューサー：梅原勝
- プロデューサー：吉田尚剛、佐藤俊彦
- 制作協力：アニメ・アール、スタジオGOODS
- 製作：創映新社、葦プロダクション

#### キャスト
- バイオレンスジャック - 玄田哲章
- スラムキング - 笹岡繁蔵
- ボンバー - 若本紀昭
- ローズ - 鳳芳野
- レイザー - 二又一成
- ケン - 難波圭一
- マリ - 岡本麻弥
- ユミ - 鶴ひろみ
- サブ - 田中真弓
- 助手 - 立原淳平
- 運転手 - 福田信昭
- 山口 - 広瀬正志
- 手下B - 桜井敏治
- 通信員 - 吉川智子、冨吉玲子
- ナレーター - 石塚運昇

### バイオレンスジャック 地獄街
1988年12月21日に創映新社とジャパンホームビデオより発売。スタジオ88制作。『関東地獄街編』のアニメ化。成人指定作品として発売され、女性たちがレイプされるシーンや食糧難に耐える日々を過ごす人々がゴキブリの足をむしって身を食うシーンなど、原作の過激描写が再現されている。監督は板野一郎、キャラクターデザイン・作画監督は和田卓也。
1990年11月に過激な描写をカットして前後編に分けた全年齢版が大陸書房より発売された。

#### スタッフ
- 監督：坂野一郎
- 脚本：会川昇
- キャラクターデザイン：和田卓也
- 作画監督：和田卓也
- 音楽：小笠原寛

#### キャスト
- ジャック - 小林清志
- マッドザウルス - 青野武
- 河森 - 仲木隆司
- 須藤 - 千葉繁
- 柴木太平 - 広瀬正志
- 倉田 - 中原茂
- 高松 - 松本保典
- ブルーキッド - 堀内賢雄
- エイズ - 山口健
- アイラ・ムー - 安藤ありさ
- エミー - 高島雅羅
- リッキー - 荒川美奈子
- マリア - 吉田美保
- トム・キャット - 本多知恵子
- リンダ - 横田ひろみ

### バイオレンスジャック ヘルスウインド編
1990年11月9日に創映新社とジャパンホームビデオより発売。スタジオ88制作。60分。『地獄の風編』のアニメ化。ラストに「お屋形様」として、スラムキングがちらりと登場する。キャラクターデザイン・作画監督・監督は和田卓也。

#### スタッフ
- 監督：和田卓也
- 脚本：和田卓也
- キャラクターデザイン：和田卓也
- 作画監督：和田卓也
- 音楽：本田保則

#### キャスト
- ジャック - 石塚運昇
- ジュン - 佐々木るん
- 天馬三郎 - 山口勝平
- 恵子 - 玉川紗己子
- 鉄也 - 堀内賢雄
- 獄門 - 山口健
- ジョーカー - 二又一成
- ダンテ - 小林清志
- その他 - 沢木郁也、江森浩子、中村大樹、河合義雄、茶風林、ならはしみき、浦和めぐみ、吉原丈二

### CBキャラ 永井豪ワールド3 これが最後だ! バイオレンスジャック
1991年6月27日にバンダイビジュアルから発売。制作協力はOH!プロダクション、制作はダイナミック企画とトライアングルスタッフ。45分。永井豪作品のチビキャラクターが総登場したOVA作品『CBキャラ 永井豪ワールド』三部作の完結編。ジャック役は石塚運昇。逞馬役に松田辰也、ブン太役に鈴木みえ。

## 小説
1986年 - 1987年にかけて角川文庫から2冊、1995年に講談社から1冊の文庫小説が、書き下ろしで発売された。
- バイオレンスジャック1 東京滅亡編（1986年8月発売）
- バイオレンスジャック2 関東スラム街編（1987年4月発売）

永井泰宇・著（KADOKAWA）
- バイオレンスジャック 黄金都市編（1995年7月発売）

団龍彦・著（講談社）

## ラジオドラマ
1994年10月11日-10月22日にNHK-FMの青春アドベンチャー枠で放送。全9回。

### 出演
- 逞馬竜：あづみれいか
- ジャック：小西崇之
- スラムキング：松重豊
- ナレーション：松本保典